# Ben Pollack
Benjamin Pollack (Chicago, 22 giugno 1903 – Palm Springs, 7 giugno 1971) è stato un batterista e direttore d'orchestra jazz statunitense, attivo durante l'era dello swing.
La sua abilità come scopritore di talenti gli è valso il soprannome di "Padre dello Swing".